# Кузьмино-Отвержский сельсовет
Кузьмино-Отвержский сельсове́т — сельское поселение в Липецком районе Липецкой области. 
Административный центр — село Кузьминские Отвержки.

## История
В соответствии с законами Липецкой области №114-оз от 02.07.2004 и №126-оз от 23.09.2004 Кузьмино-Отвержский сельсовет наделён статусом сельского поселения, установлены границы муниципального образования.

## Население
| 2010  | 2012  | 2013  | 2014  | 2015  | 2016  | 2017  |
| ----- | ----- | ----- | ----- | ----- | ----- | ----- |
| 4634  | ↗4858 | ↗5063 | ↗5172 | ↘5156 | ↗5172 | ↗5173 |
| 2018  | 2021  |       |       |       |       |       |
| ↘5132 | ↗5509 |       |       |       |       |       |

## Состав сельского поселения
| № | Населённый пункт     | Тип населённого пункта       | Население |
| - | -------------------- | ---------------------------- | --------- |
| 1 | Давыдовка            | деревня                      | ↗18       |
| 2 | Дареновка            | деревня                      | ↗5        |
| 3 | Копцевы Хутора       | село                         | ↗1861     |
| 4 | Кузьминские Отвержки | село, административный центр | ↗1337     |
| 5 | Малашевка            | деревня                      | ↗195      |
| 6 | Студёные Выселки     | деревня                      | ↗874      |
| 7 | Тюшевка              | деревня                      | ↗718      |